# ミスター・ゴーン
『ミスター・ゴーン』（Mr. Gone）は、アメリカ合衆国のエレクトリック・ジャズ・バンド、ウェザー・リポートの８枚目のオリジナル・アルバム。1978年にARC/コロムビア・レコードからリリースされた。アルバムは、ビルボード・ジャズ・アルバム・チャートで1位となっている。

## 解説
アレックス・アクーニャの脱退後もグループはまだドラマーを探していたため、外部のドラマーであるトニー・ウィリアムス、スティーヴ・ガッドが、アクーニャの後任となるピーター・アースキンとともに参加している。歌手のデニース・ウィリアムスとモーリス・ホワイトも「アンド・ゼン」という曲に登場する。ジャコ・パストリアスが書いた「パンク・ジャズ」は、後に彼の死後に出た編集盤のタイトルになった。
『ダウン・ビート』誌が1つ星の評価を与えて、レコードは論争の中心となった。ジョー・ザヴィヌルは、後のインタビューで、このレビューに対する猛烈な批判を示し続けた。

## 収録曲
| #  | タイトル                                                       | 作詞         | 作曲         | 時間 |
| -- | -------------------------------------------------------------- | ------------ | ------------ | ---- |
| 1. | 「貴婦人の追跡 - "Pursuit of the Woman in the Feathered Hat"」 |              | ザヴィヌル   | 5:03 |
| 2. | 「リヴァ―・ピープル - "River People"」                         |              | パストリアス | 4:50 |
| 3. | 「ヤング・アンド・ファイン - "Young and Fine"」                |              | ザヴィヌル   | 6:55 |
| 4. | 「ジ・エルダーズ - "The Elders"」                              |              | ショーター   | 4:21 |
| 5. | 「ミスター・ゴーン - "Mr. Gone"」                              |              | ザヴィヌル   | 5:26 |
| 6. | 「パンク・ジャズ - "Punk Jazz"」                               |              | パストリアス | 5:09 |
| 7. | 「ピノキオ - "Pinocchio"」                                     |              | ショーター   | 2:26 |
| 8. | 「アンド・ゼン - "And Then"」                                  | サム・ゲスト | ザヴィヌル   | 3:22 |

## パーソネル
- ジョー・ザヴィヌル (Joe Zawinul) - ローズ・ピアノ、アコースティックピアノ、アープ2600・シンセサイザー、オーバーハイム・ポリフォニック・シンセサイザー、プロフェット5・シンセサイザー、Mu-Tron Bi-Phase and Mu-Tron Volume Wah effects、カリンバ、thumbeki drums、sleigh bells、メロディカ、ハイハット、ボーカル (1、5曲目)
- ウェイン・ショーター (Wayne Shorter) - テナーサックス、アルトサックス、ソプラノサックス、ボーカル (1曲目)
- ジャコ・パストリアス (Jaco Pastorius) - ベース、ドラム (1、2曲目)、ティンパニ (2曲目)、ボーカル (1、2、6曲目)
- ピーター・アースキン (Peter Erskine) - ドラム (1、7曲目)、ハイハット (3曲目)、ボーカル (1曲目)

### ゲスト・ミュージシャン
- トニー・ウィリアムス (Tony Williams) - ドラム (5、6曲目) (tracks 5 and 6)
- スティーヴ・ガッド (Steve Gadd) - ドラム (3、8曲目)
- マノロ・バドレーナ (Manolo Badrena) - ボーカル・ソロ (1曲目)
- ジョン・ルシアン (Jon Lucien) - ボーカル (1曲目)
- デニース・ウィリアムス (Deniece Williams) - ボーカル (8曲目)
- モーリス・ホワイト (Maurice White) - ボーカル (8曲目)